# Peter Naur
Peter Naur est un pionnier danois de l'informatique né le 25 octobre 1928 à Frederiksberg (Danemark) et mort le 3 janvier 2016 à Herlev (Danemark). Son nom se retrouve notamment dans la « forme de Backus-Naur », une notation souvent utilisée pour décrire les règles syntaxiques des langages informatiques. 
Il a contribué à la création du langage de programmation Algol 60, pour lequel il a reçu le prix Turing 2005.

## Biographie
Naur commence sa carrière scientifique comme astronome. Dès sa jeunesse, il s'intéresse à l'astronomie et participe à l'observatoire d'Østervold et avec les conseils de membres de l'observatoire au calcul de trajectoires de planètes mineures  et de comètes. Il étudie à partir de 1947 à l'université de Copenhague et obtient son diplôme en astronomie en 1949. De 1950 à 1953 il fait divers séjours de recherche en Angleterre et aux États-Unis : il passe l'année 1950-51 comme étudiant chercheur au King's College, à Cambridge, où il écrit pour l'ordinateur EDSAC un programme de calcul des perturbations des mouvements  de planètes mineures ; en 1952-53, aux États-Unis,  il visite nombre d'observatoires astronomiques et de laboratoires de construction d'ordinateurs, puis effectue un deuxième séjour à Cambridge, en Angleterre. De 1953 à 1959, il est assistant scientifique à Copenhague, où il obtient son doctorat en 1957. Durant cette période il travaille aussi comme consultant dans les domaines du langage assembleur et des aides au débogage pour le laboratoire informatique indépendant chez le fabricant d'ordinateurs danois Regnecentralen (de) qui a produit le premier ordinateur danois, Dask. Ces travaux le conduisent à changer de domaine de recherche. De 1959 à 1969 il est employé chez Regnecentralen, où il travaille dans le domaine de l'imagerie médicale et sur les langages de programmation de haut niveau. Il s'implique fortement dans le processus du développement international d'Algol 60. Il organise le Algol Bulletin et est l'un des treize scientifiques internationaux qui ont produit la version finale de la définition du langage  Algol 60 en 1960, le Report on the algorithmic language ALGOL 60. Parallèlement il donne des cours à l'Institut Niels-Bohr et à l'université technique du Danemark. De 1969 à 1998 il est professeur d'informatique à l'université de Copenhague.
En tant que membre du groupe de conception de compilateurs de Regnecentralen,  Naur contribue à la conception de compilateurs pour Algol 60 et  pour Cobol caractérisés par l'utilisation des techniques à passages multiples. Cette expérience a donné lieu à son intérêt pour les principes de base de l'informatique et l'ouvrage, Concise Survey of Computer Methods, publié en 1974.
On doit à Naur l'introduction du terme datalogi qui est utilisé dans les pays scandinaves à la place d'informatique ou de computer science.

## Domaines de recherche
Ses domaines de recherche principaux étaient la conception, la structure et l'efficacité de programmes d'ordinateur et d'algorithmes. Il était aussi pionnier dans des domaines comme le génie logiciel et l'architecture logicielle. Dans son livre Computing: A Human Activity (1992), qui est une collection de ses contributions à l'informatique, il attaque l'école formaliste qui considère la programmation comme une branche des mathématiques. Il n'aimait pas être mis en rapport avec la forme de Backus-Naur  (c'est Donald Knuth qui introduit ce terme) et disait qu'il l'aurait plutôt appelé Backus-Normal-Form.

## Prix et distinctions
- 1963 : Médaille G.-A.-Hagemann
- 1966 : Prix Jens-Rosenkjær
- 1986 : Computer Pioneer Award
- 2005 : Prix Turing